# Margarita Roxas de Ayala
Margarita Roxas de Ayala (Manilla, 20 juli 1826 – 1 november 1869) was een Filipijns ondernemer en filantroop.

## Biografie
Roxas de Ayala werd geboren op 20 juli 1826 in San Miguel, een wijk in de Filipijnse hoofdstad Manilla. Ze was het oudste kind van drie van Domingo Roxas, oorspronkelijk uit het Mexicaanse Acapulco en Maria Saturnina Ubaldo, een Spaanse dame. Haar vader was eigenaar van het handelsbedrijf Ayala y Cia. Hij werd door de Spanjaarden gewantrouwd vanwege zijn vermeende sympathie voor de Filipijnse onafhankelijkheidsbeweging. Hij werd op een bepaald moment verbannen naar Spanje en werd diverse keren gevangen gezet en overleed in 1843 in de gevangenis.
Na haar vaders dood nam Roxas de Ayala zijn zaken over onder de nieuwe naam Roxas Hijos. Ze opende de eerste kolenmijnen van de Filipijnen in Naga in de provincie Cebu en Atimonan in de provincie Tayabas, het tegenwoordige Quezon. Ook was ze de eigenaar van de eerste alcohol distilleerderij van de Filipijnen. Na de dood van haar broer en zakenpartner Mariano hernoemde ze het bedrijf naar Casa Ayala. Onder deze naam was haar bedrijf het meest succesvol.
Ze werd ook bekend als filantroop die zich inzette voor goede doelen. Zo haalde ze geld op om het San Juan Dias Hospital te herbouwen na de aardbeving van 1863. Ook zette ze een afdeling in dat ziekenhuis op, speciaal voor de arme bevolking. Ze doneerde een deel van haar vermogen om jonge landgenoten een opleiding te kunnen bieden. Ook financierde ze een deel van het San Jose Asiel en gaf ze een stuk grond in Paco ten behoeve van de bouw van het Concordia College for Girls.
Roxas de Ayala overleed in 1869 op 43-jarige leeftijd. Ze was getrouwd met de Spanjaard Antonio de Ayala. Samen kregen ze drie dochters Camila, Carmen en Trinidad. Na haar vroege overlijden nam haar echtgenoot de leiding van het bedrijf over. Na diens dood in 1876 werd hij opgevolgd door hun dochters Carmen en Trinidad. Roxas de Ayala werd begraven in San Agustin Church in Intramuros. Andres Soriano sr. en Andres Soriano jr., een kleinzoon en achterkleinzoon van haar dochter Carmen waren allebei topman van de San Miguel Corporation. 